# Howard Wolowitz
Howard Joel Wolowitz es un personaje de ficción de la serie estadounidense The Big Bang Theory, interpretado por Simon Helberg. Trabaja como ingeniero mecánico en el Instituto Tecnológico de California, al tener una maestría que obtuvo en el MIT, y usualmente pasa mucho tiempo con sus amigos Leonard Hofstadter, Sheldon Cooper y Rajesh Ramayan Koothrappali en el apartamento de los dos primeros. Howard es un joven judío que intenta, casi siempre fallidamente, conquistar chicas. Es alérgico al cacahuete y sufre de arritmia idiopática transitoria. Es el experto diseñador del robot que utilizan en la "lucha libre de robot", diseñó los inodoros de la Estación Espacial Internacional y localizó la mansión de America's Next Top Model mediante rastreo satelital. Habla inglés, hebreo,  francés, mandarín, ruso, persa, árabe , Klingon y en la quinta temporada se descubre que también sabe lengua de signos americana.
En un episodio se menciona que de pequeño fue a karate, un guiño al hecho de que Simon Helberg es cinturón negro.
Entró en una profunda depresión cuando Penny (a quien acosa sexualmente todo el tiempo) le dijo que era patético y repulsivo y que moriría solo, y tras terminar con su amiga con derecho Leslie Winkle entró en otra depresión por la que sus compañeros lo llevaron a Las Vegas y le pagaron una prostituta. 
Aunque es judío no es practicante pues solo come kosher en las celebraciones religiosas importantes y, según sus propias palabras, mataría a su rabino con una chuleta de cerdo por salir con la melliza de Sheldon. Entre sus esfuerzos por conquistar mujeres, asistió junto a Rajesh a una fiesta gótica donde estuvo a punto de seducir a dos jóvenes góticas, pero falló cuando fue incapaz de soportar el dolor de un tatuaje. 
Desde la tercera temporada entabla una relación amorosa con Bernadette, amiga del trabajo de Penny, deja de lado a Raj y este se siente ofendido; En la cuarta temporada le propone matrimonio a Bernadette, y ella acepta.

## Personalidad
Es judío con apariencia anticuada para su época: siempre viste ropa ajustada y psicodélica con un peinado tipo Beatle, además es alérgico a los cacahuetes (maníes). Su mejor amigo es Raj y hasta la sexta temporada aún vivía con su madre, aunque él siempre afirmaba "mi madre vive conmigo". Cree que todas las mujeres se sienten atraídas por él, pero la realidad no puede ser más distinta. Es un poco pervertido. Además de lo anterior, es el único de los cuatro amigos que no tiene un doctorado (solo tiene un máster), lo cual desata las burlas de Sheldon. En un capítulo se revela que cursó la carrera de medicina aunque acabó por abandonarla debido a su aversión a la sangre. Hasta la tercera temporada intentó inútilmente ligar con Penny o cualquier otra mujer bonita, mediante piropos, trucos de magia o insinuaciones subidas de tono, lo cual hacía que ellas sientan bastante repulsión por él. No obstante, con Penny se ha llevado bien como amigos, se han servido de ayuda mutuamente; por ejemplo, cuando Penny le pidió a Howard que mantuviese a Leonard alejado de su piso para prepararle una fiesta, o cuando llevaron juntos a Sheldon al departamento de tráfico. Mantuvo con Leslie Winkle una relación basada en el sexo en la segunda temporada, pero ella le abandonó. En la tercera temporada, conoce a una compañera de Penny llamada Bernadette, con quien parecía que lo único que tenían en común era el odio hacia sus respectivas madres. Esta relación terminó al final de la tercera temporada,  aunque se dan una oportunidad al principio de la cuarta temporada. Al final de la cuarta temporada se comprometen, casándose finalmente en el último y memorable capítulo de la Temporada 5, y a partir de la sexta temporada deciden vivir juntos.
En algunas temporadas se ha dejado abierta la posibilidad de que tendría cierta atracción por su amigo Rajesh y viceversa ya que la mamá de Leonard que es neurocientífica y psiquiatra, la Dra. Beverly Hofstadter les menciona a ambos que crearon un vínculo emocional para satisfacer su necesidad de intimidad ya que Howard vive con su mamá y Rajesh no puede hablar con las mujeres, en un episodio diferente Rajesh le dice a Howard que tuvo un sueño donde ellos se volvían ricos vendiendo una app en la que estaban trabajando y que tenían mansiones, sin embargo Rajesh menciona que había un túnel secreto que conectaba el patio de frente de Howard con el patio trasero de Rajesh y que podría significar le dice Rajesh a Howard.

Howard no tiene ningún problema con admitir que es nerd. Aunque acosa a Penny, no le importa que ella vea cuando él y sus amigos están haciendo cosas de geeks, a diferencia de Leonard a quien parece avergonzar que los demás vean la clase de cosas que hace con sus amigos para divertirse. Por lo general está tratando de conseguir mujeres, no le importa de qué raza, altura o tipo de cabello tenga su "futura conquista", solo le interesa que sea atractiva. Sin embargo nunca logra conseguir nada con alguna mujer, en parte por su estilo completamente pasado de moda (ya que viste como si viviera en los años 60) y en parte también porque piensa que la mejor manera de conquistar a una dama es insultarla y hacerle notar que a pesar de sus defectos, es atractiva. Su plan jamás da resultado. En la tercera temporada se descubre que perdió la virginidad con su prima segunda en el funeral de su tío.
Lo único que parece acomplejar a Howard es el hecho de ser un adulto que aún vive con su madre. Le avergüenza tener que decirlo y siempre insiste en que su madre vive con él y no al revés. Cuando solicita comidas con sus compañeros come platos asiáticos con ingredientes no-kosher, lo que le produce un extraño placer.

## Trabajo como científico
Como ingeniero, aparentemente la NASA le ha confiado varios experimentos secretos. Sin embargo, si Howard no los revela es porque nadie le toma en serio, ya que es muy irresponsable y piensa que las mujeres se interesan en su ciencia. Expone secretos gubernamentales buscando conquistar mujeres, incluso les ofrecía a sus conquistas la posibilidad de comandar una sonda espacial. Desafortunadamente para él, la sonda se atoró en una zanja en Marte y por miedo a represalias borró toda evidencia de que fuera él el responsable de dicha misión espacial. 
Al final, la NASA recuperó fácilmente la sonda espacial, la cual tenía en su memoria pruebas que hacían pensar en la posible existencia de vida en Marte. Howard se quedó sin su reconocimiento, ya que borró sus huellas de la misión.
En la temporada 5, la NASA selecciona su diseño de telescópico que será instalado en el EEI, dándole la oportunidad de viajar al espacio en el Soyuz ruso, para observar el desarrollo de la estación espacial, como parte de la Expedición 31C. Luego de completar algunas pruebas, como el entrenamiento de supervivencia y centrífuga humana, se le llama para avisarle sobre la cancelación el proyecto, lo cual secretamente considera un alivio dado a su miedo oculto, solo para que unas horas después el proyecto volviera a estar en pie.
En el último episodio de la temporada 5, la nave Soyuz es lanzada en Kazajistán, la que en un principio sufre una fuga de combustible luego reparada. En el episodio se revela que Howard se casó unos momentos antes de ser enviado al espacio.
Mientras comienza el conteo, sus amigos ven el despegue desde la televisión, en el departamento de Sheldon; mientras se toman de la mano; concluyendo el episodio con la frase de admiración de Sheldon: "Go boldly, Howard Wolowitz (inglés para: "Ve audazmente, Howard Wolowitz" ); seguida del lloriqueo de Howard dentro de la nave rusa.